# 28 vendémiaire
28 jour complémentaire 28 brumaire
L'octidi 28 vendémiaire, officiellement dénommé jour de la tomate, est le 28e jour de l'année du calendrier républicain.
C'était généralement le 19e jour du mois d'octobre dans le calendrier grégorien.